# The Royal North Cape Club
The Royal North Cape Club (deutsch Der königliche Nordkap-Club) ist ein Verein für die Besucher am norwegischen Nordkap.
Dessen Gründung geht zurück auf eine Initiative der Nordkap Kommune und des örtlichen Fremdenverkehrsvereins Nordkapp Reiselivslag. Die Gründung erfolgte am 7. Juni 1984, als das Nordkalotten-Denkmal bzw. das Mitternachtssonnenstraßen-Denkmal enthüllt wurde.
Der Club hat das Ziel, die Gemeinschaft derer zu fördern, die das Nordkap besucht haben. Ein Teil des Mitgliedsbeitrags wird daher dem Zweck zugeführt, das Nordkap zu bewahren. Durch die Mitgliedschaft im Club ist es möglich, einer Gemeinschaft anzugehören, die mit dem Nordkap in Verbindung gebracht wird.
Der Club hat gut 50.000 Mitglieder (Stand Mai 2024). Die Mitgliedschaft gewährt lebenslang freien Eintritt zum Nordkap. Der Eintritt kostet einmalig 175 norwegische Kronen (Stand 2021).
Früher konnte die Mitgliedschaft direkt am Empfang in der Nordkaphalle erworben werden. Aktuell wird die Mitgliedschaft an der Touristeninformation in Honningsvag vergeben. Dazu ist ein Nachweis erforderlich, dass der Antragsteller am Nordkap war – dies ist in der Regel ein Foto des Antragstellers.